# Libysches Pfund

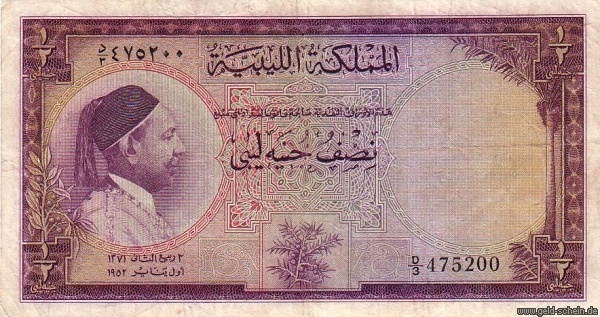
Libysche Halb-Pfund-Note mit König Idris I

Zwischen 1951 und 1971 war das Libysche Pfund (arabisch جنيه Dschunaih) die Währung des Staates Libyen. Diese Währungseinheit wurde in zwei kleinere Einheiten unterteilt: ein Pfund entsprach 100 Piaster (arabisch قرش Qirsch), ein Piaster wiederum 10 Millièmes (arabisch مليم Millīm).
Da Libyen früher Teil des Osmanischen Reiches war, hatte es bis zu seiner Unabhängigkeit im Jahr 1951 keine eigenständige Währung. Für die Stadt Tripolis wurden allerdings bis ins 18. Jahrhundert eigene Münzen ausgegeben, die von Bronze- bis hin zu Goldmünzen reichten.
Das libysche Pfund wurde ausschließlich während der Herrschaftszeit von König Idris herausgegeben. Nach dessen Sturz wurde es 1971 im Verhältnis 1:1 durch den Libyschen Dinar ersetzt. 
Insgesamt wurden elf unterschiedliche Münztypen geprägt, die sich in zwei Serien aufteilen lassen. Die erste Serie zeigt auf dem Avers den nach rechts gerichteten Kopf des Monarchen, auf dem Revers ist die umkränzte Wertangabe abgebildet, die von einer Krone überhöht wird. Die Münzen zu 1, 2 und 5 Milliémes bestehen aus Bronze, die zu 1 und 2 Piaster aus einer Kupfer-Nickel-Legierung.
Die zweite Serie zeigt auf der Vorderseite das Wappen des Königreiches, auf der Rückseite ist der Wert der Münze sowohl auf Arabisch als auch auf Französisch angegeben. Dieses Motiv ziert Münzen zu 1, 5, 10, 20, 50 und 100 Millièmes, wobei die zwei wertniedrigsten Prägungen aus einer Legierung zwischen Messing und Nickel, die übrigen aus Kupfer-Nickel bestehen. Abgesehen von der Münze zu 1 Millième haben diese Münzen eine wellenförmige Umrandung.
Die Münzen der zweiten Serie blieben nach der Währungsreform im Wert von 1 bis 100 Dirham in Gebrauch.